# Éder Militão
Éder Gabriel Militão (ur. 18 stycznia 1998 w Sertãozinho) – brazylijski piłkarz, występujący na pozycji środkowego lub prawego obrońcy w hiszpańskim klubie Real Madryt oraz w reprezentacji Brazylii. Posiada również obywatelstwo hiszpańskie. Uczestnik Mistrzostw Świata 2022.

## Życiorys
Jest wychowankiem São Paulo FC. W jego seniorskim zespole grał w latach 2017–2018. W rozgrywkach Campeonato Brasileiro Série A zagrał po raz pierwszy 14 maja 2017 w przegranym 0:1 meczu z Cruzeiro EC. 7 sierpnia 2018 odszedł za 4 miliony euro do portugalskiego FC Porto. W Primeira Liga zadebiutował 2 września 2018 w wygranym 3:0 spotkaniu z Moreirense FC.
W reprezentacji Brazylii zadebiutował 12 września 2018 w wygranym 5:0 towarzyskim meczu z Salwadorem.
14 marca 2019 Real Madryt ogłosił dojście do porozumienia z FC Porto w kwestii jego transferu. Éder z nowym klubem podpisał kontrakt obowiązujący do 30 czerwca 2025.

## Statystyki kariery
Aktualne na dzień 15 lutego 2022.
| Klub               | Sezon              | Liga               | Liga  | Liga   | Puchar kraju | Puchar kraju | Puchar Ligi | Puchar Ligi | Rozgrywki kontynentalne | Rozgrywki kontynentalne | Inne  | Inne   | Suma  | Suma   |
| Klub               | Sezon              | Liga               | Mecze | Bramki | Mecze        | Bramki       | Mecze       | Bramki      | Mecze                   | Bramki                  | Mecze | Bramki | Mecze | Bramki |
| ------------------ | ------------------ | ------------------ | ----- | ------ | ------------ | ------------ | ----------- | ----------- | ----------------------- | ----------------------- | ----- | ------ | ----- | ------ |
| São Paulo          | 2017               | Série A            | 22    | 2      | 0            | 0            | –           | –           | –                       | –                       | –     | –      | 22    | 2      |
| São Paulo          | 2018               | Série A            | 13    | 1      | 0            | 0            | –           | –           | 2                       | 0                       | 14    | 0      | 35    | 1      |
| São Paulo          | Ogólnie            | Ogólnie            | 35    | 3      | 0            | 0            | 0           | 0           | 2                       | 0                       | 14    | 0      | 57    | 3      |
| FC Porto           | 2018/19            | Primeira Liga      | 29    | 3      | 6            | 0            | 3           | 0           | 9                       | 2                       | 0     | 0      | 46    | 5      |
| FC Porto           | Ogólnie            | Ogólnie            | 29    | 3      | 6            | 0            | 3           | 0           | 9                       | 2                       | 0     | 0      | 46    | 5      |
| Real Madryt        | 2019/20            | La Liga            | 15    | 0      | 2            | 0            | –           | –           | 3                       | 0                       | 0     | 0      | 20    | 0      |
| Real Madryt        | 2020/21            | La Liga            | 14    | 1      | 1            | 1            | –           | –           | 6                       | 0                       | 0     | 0      | 21    | 2      |
| Real Madryt        | 2021/22            | La Liga            | 23    | 1      | 2            | 0            | -           | -           | 6                       | 1                       | 2     | 0      | 33    | 2      |
| Real Madryt        | Ogólnie            | Ogólnie            | 52    | 2      | 5            | 1            | 0           | 0           | 15                      | 1                       | 2     | 0      | 74    | 4      |
| Łącznie w karierze | Łącznie w karierze | Łącznie w karierze | 116   | 8      | 11           | 1            | 3           | 0           | 26                      | 3                       | 16    | 0      | 177   | 13     |

## Sukcesy

### Real Madryt
- Mistrzostwo Hiszpanii: 2019/2020, 2021/2022
- Superpuchar Hiszpanii: 2019/2020, 2021/2022
- Liga Mistrzów UEFA: 2021/2022 , 2023/24
- Superpuchar Europy UEFA: 2022, 2024

### Reprezentacyjne
- Copa América: 2019